# Aberdeen, Ohio
Aberdeen là một làng thuộc quận Brown, tiểu bang Ohio, Hoa Kỳ. Năm 2010, dân số của làng này là 1638 người.

## Dân số
- Dân số năm 2000: 1603 người.
- Dân số năm 2010: 1638 người.